# Цецилий Бриньоне
Цецилий Бриньоне (на италиански: Cecilio Brignone) е италиански католически мисионер от ордена на капуцините, работил в Софийско-пловдивския викарият в средата на XIX в.

## Биография
Цецилий Бриньоне е роден в общината Кайро Монтеноте, област Пиемонт, в Италия през 1823 г. Завършва духовни науки в родната си провинция и след като е ръкоположен за свещеник и приет в ордена на капуцините през 1839 г. той е изпратен като мисионер в Сирия.
На 21 април 1860 г, пристига в България и първоначално служи в католическите енории в Калъчлий, Даваджово, и др. През 1868 г. е назначен за секретар на епископ Франческо Рейнауди и за лектор по философия и богословие в малката мирска семинария в Пловдив. През 1870 г. в Рим е издадена неговата книга „Богомилният живот“. Тя е напечатана с латински букви на български език за нуждите на католиците в Пловдивско.
Умира на 6 август 1877 г. в Пловдив. През същата година в Рим излиза и второ издание на неговата книга. Копия на двете издания на творбата му се пазят в Националната библиотека в София.